# NGC 2692
NGC 2692 ist eine linsenförmige Galaxie vom Hubble-Typ SB0-a im Sternbild Großer Bär. Sie ist schätzungsweise 170 Millionen Lichtjahre von der Milchstraße entfernt.
Das Objekt wurde am 17. März 1790 von Wilhelm Herschel entdeckt.